# Roderick Murchison

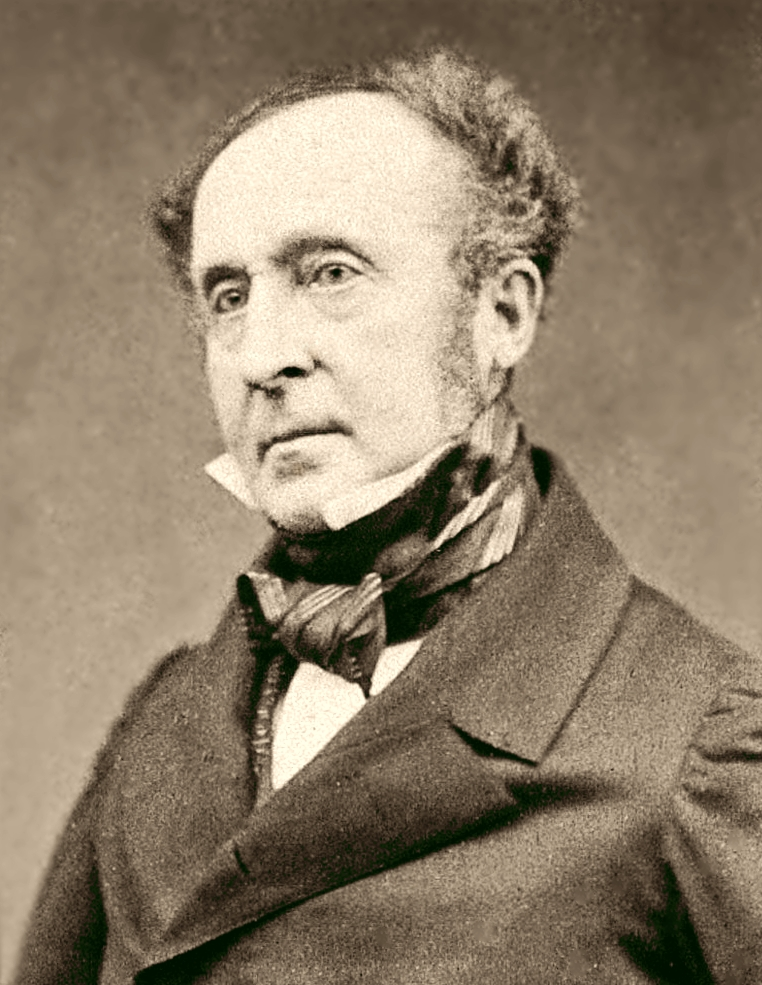
Roderick Murchison

Roderick Impey Murchison (ur. 26 lutego 1792, zm. 22 października 1871) – brytyjski geolog i stratygraf. Laureat Medalu Copleya.

## Życiorys
Badał utwory ery paleozoicznej rejonu Anglii, Czech, Moraw i Rosji. W roku 1835 wydzielił system sylurski a wraz z Adamem Sedgwickiem w roku 1839 – system dewoński. W roku 1841, badając odsłonięcia skał osadowych w okolicach miasta Perm na Uralu, wydzielił system permski. Murchison odwiedził również ziemie polskie w 1843, gdzie wspólnie z Ludwikiem Zejsznerem odbył podróż naukową w Góry Świętokrzyskie i Tatry. Od 1855 roku był dyrektorem Służby Geologicznej Wielkiej Brytanii oraz Muzeum Geologicznego w Londynie. W roku 1864 jego imieniem nazwano wodospad na Nilu Wiktorii.